# Голицын, Дмитрий Алексеевич

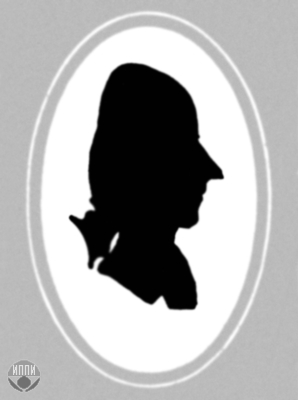
Голицын Дмитрий Алексеевич, почётный член Петербургской академии наук c 28 сентября 1778 г.

Князь Дми́трий Алексе́евич Голи́цын (1734, Санкт-Петербург — 1803, Брауншвейг) — русский дипломат, тайный советник (1779), действительный камергер, посол, химик, минералог, вулканолог. Зять фельдмаршала Шметтау, отец католического миссионера Д. Д. Голицына, прозванного «апостолом Аллеган».

## Биография

### Ранние годы
Представитель третьей ветви князей Голицыных — Голицыных-Алексеевичей, родоначальником которой был боярин Алексей Голицын (1632—1694). Внук княгини Анастасии Петровны, «игуменьи всепьянейшего собора».
Его родители: поручик Бутырского полка Алексей Иванович Голицын (03.03.1707—05.06.1739) и Дарья Васильевна, урождённая княжна Гагарина (08.05.1708 — 1774?). Как указал П. В. Долгоруков, он был пятым сыном (после Ивана, Петра, Фёдора и Алексея) и родился 15 (26) мая 1734 года. Место его рождения — Санкт-Петербург — указывается в биографии его сына, Дмитрия Дмитриевича. Однако существует версия, что Д. А. Голицын родился в Москве либо подмосковном имении Голицыных Спасском. И его раннее детство, возможно, прошло в подмосковной усадьбе либо Москве, где был расквартирован полк отца. Образование, как и его братья, получил в Кадетском корпусе. Некоторое время служил капитаном в армии.

### Дипломатическая служба
С 1754 года состоял на службе в Коллегии иностранных дел. Дипломатическую службу начал в Париже в 1760 году — при временно замещавшем место посланника Д. М. Голицыне. При новом посланнике, П. Г. Чернышёве, Голицын не имел определённой должности, единственной его обязанностью было наносить еженедельные визиты Шуазелю. В 1762 году назначен Петром III советником при посольстве. Осенью 1763 года Екатерина II назначила Голицына полномочным министром при Версальском дворе в звании камер-юнкера. Возможно назначение связано с тем, что родной брат Голицына Пётр, капитан Измайловского полка, был активным участником переворота 1762 года.
Во время службы в Париже Голицыну в основном приходилось заниматься польским вопросом, осложнявшим отношения между Францией и Россией.
Ещё одной важной стороной его деятельности было укрепление культурных связей между двумя странами. В связи с запрещением французскими властями печатания новых томов «Энциклопедии», императрица через Голицына вела переговоры о перенесении издания в один из городов России. Голицын рекомендовал Гримма как поставщика журнала «Литературная корреспонденция» для Екатерины II. При посредничестве посланника императрицей было приобретено собрание книг нуждавшегося в деньгах Дидро, а сам он назначен пожизненно её библиотекарем. При помощи Голицына был найден скульптор для работы над памятником Петру I — Этьен Фальконе. Находясь на службе в Голландии, не прерывал связей с друзьями из Франции: Дидро, Монтескьё, Д'Аламбером и Вольтером и оставался советником по вопросам культуры.

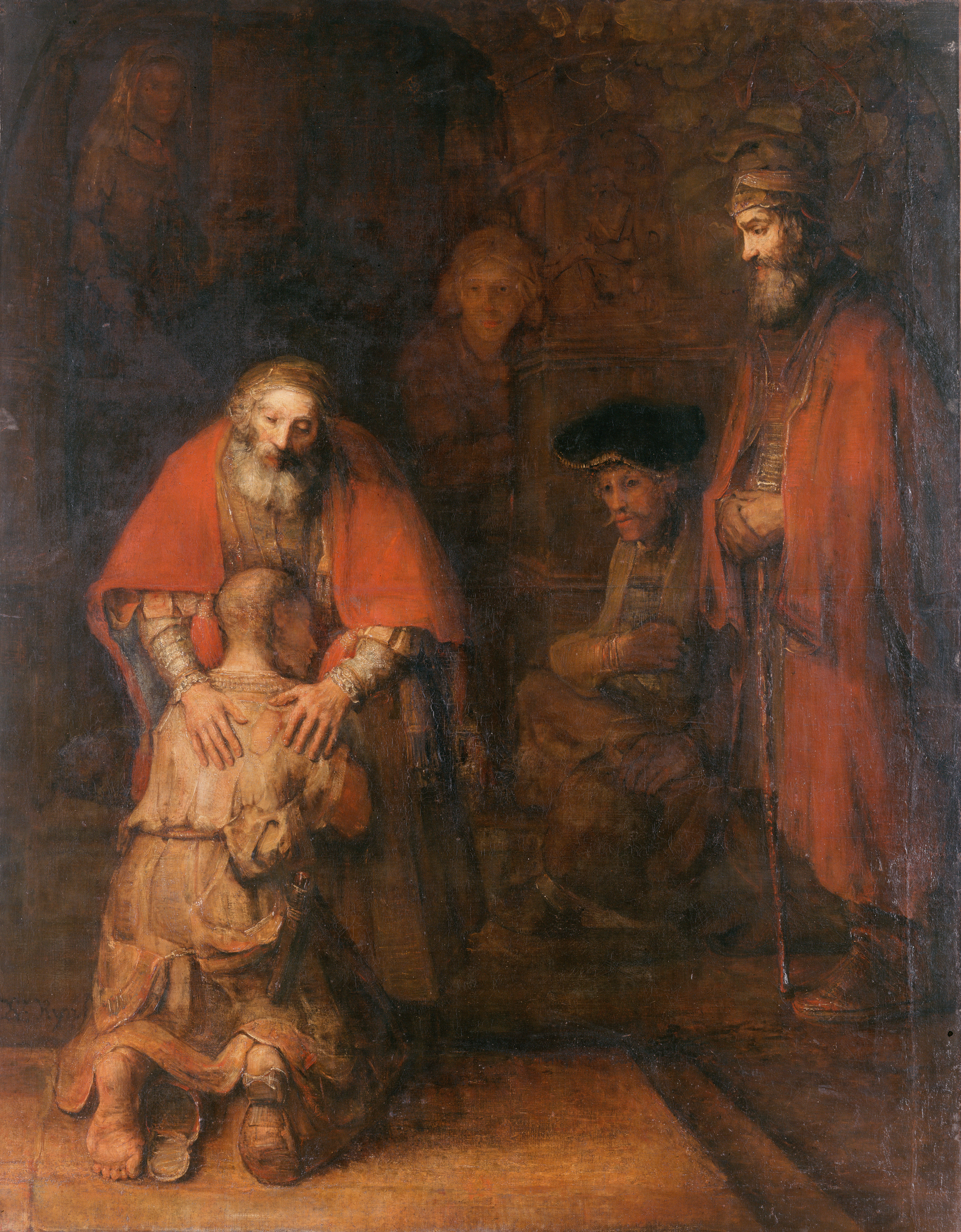
«Возвращение блудного сына», Рембрандт, Эрмитаж). Приобретена при посредничестве Д. А. Голицына

Голицын занимался также отбором и приобретением произведений живописи для отправки в Петербург: с его помощью для Эрмитажа были куплены коллекция Кроза, собрания Кобенцля, Фейтама. Дидро в письме Фальконе в 1767 году так отзывался о художественных пристрастиях князя: 
Я как следует почувствовал нынешний упадок живописи лишь после приобретений, сделанных князем Голицыным для её величества и приковавших моё внимание к старинным картинам. Великолепную коллекцию вы там получите! Князь, наш общий друг, невероятно преуспел в познании искусства. Вы сами удивитесь, как он разбирается, чувствует, судит. И это оттого, мой друг, что у него высокие помыслы и прекрасная душа. А у человека с такой душой не бывает дурного вкуса.
В 1767 году из-за дипломатического конфликта: принижения в официальной переписке с Петербургом Версальским двором титулатуры Екатерины II, Голицыну было велено «выехать из Парижа без аудиенции». Во время пребывания в России получил звание действительного камергера и чин тайного советника. В 1769 году назначен «полномочным и чрезвычайным министром при Генеральных Штатах Соединенных провинций Нижних Нидерланд». Его дипломатическая деятельность в Гааге большей частью была направлена на обеспечение безопасности российских торговых судов в условиях войны за независимость колоний Британии в Северной Америке. Степень участия Голицына в создании «Декларации о вооруженном нейтралитете» (1780) до конца не выяснена. Однако согласно исследованиям историков и, прежде всего, Н. Н. Болховитинова, Голицын был инициатором создания «Декларации…» и составителем её черновика. Голицын же убедил примкнуть к странам, принявшим «Декларацию…», штатгальтера Вильгельма V, бывшего до того сторонником Англии.
Голицын получил жёсткий выговор, вызвав недовольство Екатерины II тем, что переслал дипломатической почтой из Гааги по просьбе третьего лица в адрес неофициально находившегося в Санкт-Петербурге Фрэнсиса Дейны портрет Дж. Вашингтона. Выговор гласил: «Прибывший сюда… курьер Кокошкин привёз данный ему по приказанию Вашему от советника посольства Новикова портрет Вашингтонов… для доставления некоему Дана, Американским дворянином именуемому. Но как сей человек не известен Её Императорскому Величеству и министерству Её, то получа высочайшее повеление возвратить оной портрет туда же, откуда он курьеру достался, препровождаю оной к Вам, милостивой государь… Её Величеству угодно, чтоб как Ваше Сиятельство, так и господин Морков впредь не принимали от американцев и к американцам никаких писем и посылок для отправления с курьерами, ибо сверх причин, в письме моём от 10-го майя объявленных, настоит ещё неудобность доставлять их людям, о коих министерство Её Величества не ведает, где они и зачем здесь находятся».
Вероятно, недовольством русского двора контактами Голицына с Адамсом, представителем США в Нидерландах, объясняется его отзыв из Гааги и последующее назначение посланником в Турин (24 ноября 1782). Так и не уехав в Турин, в конце 1783 года Голицын подал в отставку и остался жить в Голландии.

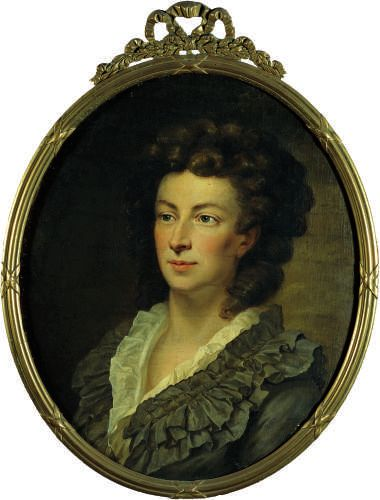
Портрет кн. Амалии Голицыной

### Семья
В 1767 году, вынужденный покинуть Францию, Голицын испросил разрешения остаться за границей для продолжения своего образования. Ни его прямое начальство, ни императрица, к которой Голицын обращался через Фальконе, не дали ему этой возможности. По состоянию здоровья на несколько месяцев он задержал свой выезд в Россию. Летом 1768 года, находясь на лечении в Ахене, князь познакомился с дочерью прусского генерал-фельдмаршала Самуила фон Шметтау Амалией, сопровождавшей невестку Фридриха II Фердинанду в поездке на курорт. Свадьба состоялась в Ахене 3 августа 1768 года. Молодые приехали в Петербург в октябре того же года. Как только Голицын получил новое назначение, супруги выехали в Голландию. В Берлине у Голицыных родилась дочь Марианна (07.12.1769 по н. ст.), через год в Гааге — сын Дмитрий (22.12.1770 по н. ст.). С 1774 года, возможно стремясь к менее официальному образу жизни, Амалия Голицына жила под Гаагой и занималась воспитанием детей. Поначалу разделявшая атеистический образ мыслей мужа, княгиня позднее стала очень религиозной. В 1780 году между супругами произошёл разрыв, и Амалия Голицына вместе с детьми переехала в Мюнстер. В 1786 году княгиня перешла в католичество и открыла религиозно-мистический салон (Kreise von Münster). Тем не менее супруги переписывались, и Голицын иногда навещал семью в Мюнстере. В 50 лет его дочь станет супругой князя Сальма — Franz Wilhelm zu Salm-Reifferscheidt-Krautheim (27.04.1772—14.05.1831).

## Голицын и крестьянский вопрос. Физиократы
Голицын в пору своей службы во Франции был постоянным посетителем салона Виктора Мирабо, своего рода филиала кружка создателя физиократии Ф. Кенэ. Он стал одним из первых россиян, приобщившихся к идеям физиократов. В своих письмах канцлеру А. М. Голицыну, понимая необходимость повышения производительности земледелия в России, Д. Голицын высказывался за освобождение крестьян и дарование им собственности на имущество, постепенное образование поземельной собственности путём выкупа земли земледельцами, создание среднего сословия, уничтожение натурального хозяйства. В переписке с канцлером Голицын ссылался на пример Дании, за ходом социально-экономических реформ в этой стране он внимательно следил. В 1766 году Голицын изучил более половины работ о законодательстве, благоприятствующем земледелию, поданных на конкурс, объявленный экономическим обществом в Берне. В письмах А. М. Голицыну посланник пересказывает и обширно цитирует некоторые конкурсные работы. Полагая, что изменения должны быть достигнуты постепенно, силой убеждения, считал, что наиболее действенным будет пример, поданный самой императрицей. Письма Голицына читала Екатерина II, судя по заметкам, оставленным на них, весьма скептически относившаяся к его предложениям, и, в отличие от князя, не идеализировавшая дворян-землевладельцев. Сторонник социальных преобразований, Голицын тем не менее был противником революционного переворота. Позднее под влиянием событий Французской революции он напишет: 
…якобинцев выдают нам за законодателей, санкюлотов — за государей, свободу, полное, абсолютное равенство и т. п. — за основу конституции, которая должна дать счастье и славу роду людскому; где, наконец, провозгласив свободу слова и печати, на мнения, отличающиеся от таковых хозяев дня, отвечают ударами пик и гильотиной…
 В 1796 году Голицын издал книгу «О духе экономистов, или Экономисты, оправданные от обвинения в том, что их принципы и идеи легли в основу Французской революции» («De l’esprit des economistes ou les economistes justifies d’avoir pose par leurs principes les bases de la revolution francaise»), где доказывал, что физиократы старшего поколения не стремились к революции, а старались поддержать разрушающийся существующий строй.

## Научные исследования
Ещё в Парижский период (в начале 1760-х годов) Голицын интересовался научными и техническими новинками, следил за естественнонаучной литературой и поддерживал переписку с учёными. Письма Голицына, посылаемые в Петербургскую Академию наук по дипломатическим каналам, были ценны тем, что в последнее десятилетие XVIII века и первые годы XIX в Россию почти не поступала литература из-за границы.
Как и многих естествоиспытателей XVIII века Голицына интересовали различные области науки. Став российским посланником в Голландии, он наладил связи с нидерландскими учёными из разных городов. Около 1776 года Голицын создал свою домашнюю лабораторию в Гааге, однако экспериментировал и в чужих лабораториях, а также ассистировал другим учёным. Судя по письму от 28 февраля 1778 года Свиндену, Голицын обладал самой большой на тот момент электростатической машиной (диаметр двух дисков составлял 800 мм) собственной конструкции. Выйдя в 1783 году отставку, князь смог вплотную заняться научными исследованиями.

### Электричество
Результаты своих опытов по электричеству Голицын обобщил в работах: «Письмо о некоторых предметах электричества…» и «Наблюдения за естественным электричеством посредством воздушного змея». В первой работе рассматривался вопрос о природе электричества (концепция Голицына есть одна из вариаций флюидной теории), высказывалась догадка о «лучах, исходящих от положительно заряженного тела», обсуждалась тема грозозащитных приспособлений, а также влияние электричества на биологические процессы (на примере электризации куриных яиц, высиживаемых наседкой). Во второй же работе Голицын проводил аналогию между облаком, несущим электрический заряд и лейденской банкой и описал попытки зарядить последнюю с помощью воздушного змея при разной погоде, отметив отсутствие устойчивого результата. Голицын провёл также серию опытов для доказательства, что разрядник остроконечной формы эффективнее разрядников закруглённых или плоских. В статье «Письмо о форме молниеотводов» (6 июля 1778 года, опубликована в 1780 году) он подробно осветил этот вопрос. Голицын разработал конструкцию одностержневого молниеотвода с обеспечением изоляции его металлических частей от строительных конструкций защищаемого сооружения для предотвращения их повреждений при нагреве стержня от удара молнии. Подобный молниеотвод был установлен в замке Росендал (Гелдерн). Голицын в этой установке предвосхитил современные нормы грозозащиты взрывоопасных и пожароопасных объектов. Совместно со Свинденом Голицын производил опыты с целью обнаружения влияния электричества на магнетизм. Учёные остановились в шаге от успеха: размещая магнитную стрелку в плоскости искрового разряда, они не обнаружили её движения под воздействием электричества. Положительный результат мог быть достигнут, если бы стрелка находилась бы над или под разрядом. Основываясь на неудачных опытах, Свинден отрицал связь электричества и магнетизма.

### Минералогия
Заинтересовавшись в 1780-х годах минералогией, Голицын, как и многие другие, занялся собирательством образцов — большей частью в горах Германии. Его коллекция минералов пополнялась и поступлениями из России, большую помощь князю в этом оказал П. С. Паллас. Форстер, посетивший Голицына в 1790 году, так говорил о ней: «Минералогический кабинет князя является собранием знатока, который сам его собрал и сохранил, что бывает нечасто и в своём роде поучительно. Мы удивлялись привезённой из Бразилии полуторафунтовой глыбе гибкого песчаника Пейреска; эксперименты князя убедили нас, что разложившиеся виды гранитов Зибенгебирга вблизи Бонна ещё сильнее притягиваются магнитом, чем базальты».
Голицын высоко ценил труды Бюффона, с которым был знаком лично и состоял в переписке. Князь следовал в минералогии бюффоновскому принципу историзма, где минерал рассматривался как «документ прошлого природы». По мнению Голицына, минералы должны изучаться не только посредством химического анализа, но и по географии их месторождений, форме кристаллизации, физическим свойствам.
Понимая необходимость классификации минералов и не находя ни одну из существовавших в то время систем удовлетворительной, Голицын в 1792 году предложил собственную, состоящую в «наивозможном упрощении … уменьшении числа видов, которые могут быть не более, чем разновидностями». В его классификации существовало 8 разрядов (кварцевые, металлы и полуметаллы (самородные), кальциты, продукты растительного и животного мира, кислоты и соли, смешанные вещества, металлы и полуметаллы минералогические, продукты вулканической деятельности), поделённые на классы и разновидности. Его «Трактат, или Сокращённое и методическое описание минералов», собственно учебник минералогии, выдержал пять изданий. Позднее Голицын видел слабые стороны своей классификации, признавая, что «ужасно ошибался, думая, что можно уже систематизировать ископаемые по их филиации и генезису».
Последней и самой крупной работой Голицына был «Сборник наименований в алфавитном порядке, принятых в минералогии для земель и камней, металлов и полуметаллов и горных смол…» (Gallitzin D. Recuel de noms par ordre aiphabetique apropries en Mineralogie aux terres et pierres, aux metaux et demi metaux et au bitume… Brunsvik, 1801, p. 320; Nouvelle edition. Brunsvik, 1801, p. 316). Второе, исправленное, издание «Сборника…» вышло перед самой смертью автора. Книга не была переведена на русский язык, но отечественные минералоги были знакомы с ней, в частности, В. М. Севергин при составлении «Подробного словаря минералогического» использовал материал из «Сборника…» Голицына.
Обследуя в одну из своих последних поездок плато Шпессарт, князь обнаружил неизвестный минерал. Образец минерала Голицын отослал в Берлин Клапроту: химическое исследование показало, что он является окисью титана с железом. Образец минерала с результатами анализа князь прислал в Йенское минералогическое общество. Его учредитель и директор Ленц назвал минерал «галлицинитом» (наименование продержалось до середины XIX века, в настоящее время используется наименование рутил).
Летом 1799 года Голицын был избран президентом Йенского минералогического общества и, несмотря на тяжёлую болезнь, принимал в его работе активное участие.
Перед смертью Голицын передал свою коллекцию в Минералогический музей Йены (груз весом 1850 кг поступил в декабре 1802 года), прося разместить образцы согласно системе Гаюи.

### Вулканология
Голицын одним из первых занялся исследованием потухших вулканов Германии, отмечая удивительное молчание местных натуралистов, когда «их [вулканов] число поразительно большое, их продукты очень разнообразны и они постоянно на виду; материалы, которые выделяли эти вулканы, использовались в течение веков…». Причину этого князь видел в относительной молодости минералогии и вулканологии и в отсутствии единой классификации минералов. «Мемуар о некоторых потухших вулканах Германии» был предоставлен Голицыным в феврале 1785 года брюссельским академикам. В своём труде князь обобщил результаты исследования вулканов в районе Рейна ниже Андернаха, в Гессене и близ Геттингена (в бассейне р. Фульды) и отметил успехи французских учёных в изучении вулканов Оверни, Лангедока и Дофине. Работая над «Мемуаром…» Голицын использовал труды Бюффона, Доломье, Гамильтона и подверг критике ряд положений нептунизма.

### Экономика
В своих экономических сочинениях Голицын уделял значительное внимание вопросам развития народонаселения России. Будучи сторонником физиократов, он полагал, что земледельческий труд обеспечивает существование и развитие государства. Выступал за смягчение крепостного права, предлагая отпускать крестьян на волю за высокие выкупные платежи, без наделения землёй. Голицын осуждал запрещение перехода крестьян в городские сословия, считал, что причиной слабого развития промышленности в России является малочисленность населения, занятого в промышленности и торговле. Экономические идеи Голицына были фактически направлены против крепостного права и содействовали развитию, хотя и ограниченному, буржуазных отношений.

### Признание
- Член-директор Голландского общества наук (1777)
- Почётный член Петербургской Академии наук (1778)
- Иностранный член Брюссельской Академии наук (1778)
- Иностранный член Шведской Академии наук (1788)
- Иностранный член Берлинской Академии наук (1793)
- Член Германской Академии естествоиспытателей (Леопольдина, Галле) под именем Мецената III (1795)
- Иностранный член Лондонского королевского общества (1798)
- Член Петербургского Вольного экономического общества (1798)
- Президент Йенского Минералогического общества (1799—1803)

## Последние годы
В 1795 году, перед занятием французскими войсками Голландии, Голицын переехал в Брауншвейг. Последние годы он тяжело болел и испытывал денежные затруднения. Умер от туберкулёза в Брауншвейге 16 марта 1803 года, был похоронен на кладбище церкви Святого Николая (могила не сохранилась). Личный архив князя хранился в Брауншвейге и был утрачен во время Второй мировой войны.

## Переводы Голицына и книги, им изданные
В 1771 году, узнав от родственников Гельвеция об оставленной им неопубликованной работе «О человеке, его умственных способностях и его воспитании» (De l’homme, de ses facultes intellectuelles et de son education), Голицын, лично знакомый с философом и разделявший его воззрения, решил издать книгу. Через вице-канцлера князь проинформировал о своём намерении императрицу. Екатерина II запросила копию работы Гельвеция. В декабре 1772 года первая часть книги была переписана, но, не дожидаясь решения Екатерины, Голицын издал книгу в Гааге (июнь 1773 года) с посвящением императрице. Работа Гельвеция, с некоторыми положениями которой не все были согласны во Франции, получила одобрение в России.
В 1773 году Голицын редактировал книгу профессора парижской Военной школы Кералио «История войны России с Турцией, в частности кампании 1769 г.». Работа Кералио вышла в Петербурге на французском языке без указания имени автора в одном томе с «Родословной князей Голицыных» и «Замечаниями на статью анонима из „Военной энциклопедии“ о русско-турецкой войне и кампании 1769 г.». По мнению историков, вторая и третья части издания написаны Д. А. Голицыным. «Замечания» представляют собой критический разбор статьи, появившейся в январе—апреле 1770 г. в журнале «L’Encyclopedie Militaire», где в искажённом свете был представлен ход военной кампании, а также содержались нападки на командующего 1-й русской армии А. М. Голицына.
В 1785 году Голицын перевёл на французский язык первое описание физической географии и экономики Крыма К. И. Габлица. «Физическое описание Таврической области по её местоположению и по всем трём царствам природы» было издано в 1788 году в Гааге с предисловием и комментариями Голицына, отметившего, что автор продолжил дело, начатое описаниями путешествий «по обширным пространствам империи» Палласа, Иоганна и Самуила Гмелиных, Лепёхина.

## «Защищение г. де Бюффона»
В 1790—1793 гг. в парижском Journal de physique, издаваемом Жаном Метери, было опубликовано несколько статей Ж. А. Делюка с нападками на его научных оппонентов, в том числе Бюффона. В ответ Делюку и химику Бальтазару де Сажу, также поместившему в журнале материалы, направленные против прогрессивных французских естествоиспытателей, вышло анонимное Defense de M. de Buffon (1793, Гаага). В России эта работа была опубликована в журнале «Новые ежемесячные сочинения» в переводе Д. Величковского, Н. Фёдорова, П. Кедрина и И. Сидоровского. По сохранившемуся экземпляру с дарственной надписью Голицына было установлено, что именно он является автором памфлета. Это единственное сочинение князя, переведённое на русский язык. Признавая некоторые теории Бюффона ошибочными, автор «Защищения…» последовательно отверг обвинения Делюка и Сажа в его адрес: 
 …ученые всех стран, трудящиеся в усовершенствовании наук, продолжают оказывать к оным [работам Бюффона] всегда уважение, несмотря на вкравшиеся в них ошибки. Я препроводил нарочитую часть жизни моей в знакомстве с Кампером, Алламаном и другими; знаю довольно учёных в Германии. Они не совсем мнения господ Делюка и Сажа: они думают и говорят откровенно, даже пишут, что сочинение г. де Бюффона со всеми погрешностями есть и пребудет навсегда творение человека с дарованиями, а не сухой, так сказать, журнал, как оный древнего Плиния; это собрание событий, которые вели его к рассуждениям и заключениям, справедливые ли они или ложные, но всегда доказывающие, что он должен был размышлять и вникать глубоко во всё то, что витийственное его перо нам начертало.

## Работы Голицына
- «Lettre sur quelques objets d’Electricite» (Гаага 1778, на русском языке, СПб., 1778);
- «Defense de Buffon» (Гаага, 1793);
- «De l’esprit des economistes ou les economistes justifies d’avoir pose par leurs principes les bases de la revolution francaise» (Брауншв., 1796) и др.;
- издал посмертное сочинение Гельвеция: «De l’homme, de ses facultes intellectuelles et de son education» (Гаага, 1772), рукопись которого приобрёл покупкой,
- а также сочинение Keralio, «Histore de la guerre entre la Russie et la Turquie, et particulierement de la campaqne de 1769» (Амстердам, 1773), со своими примечаниями.